# Toamasina

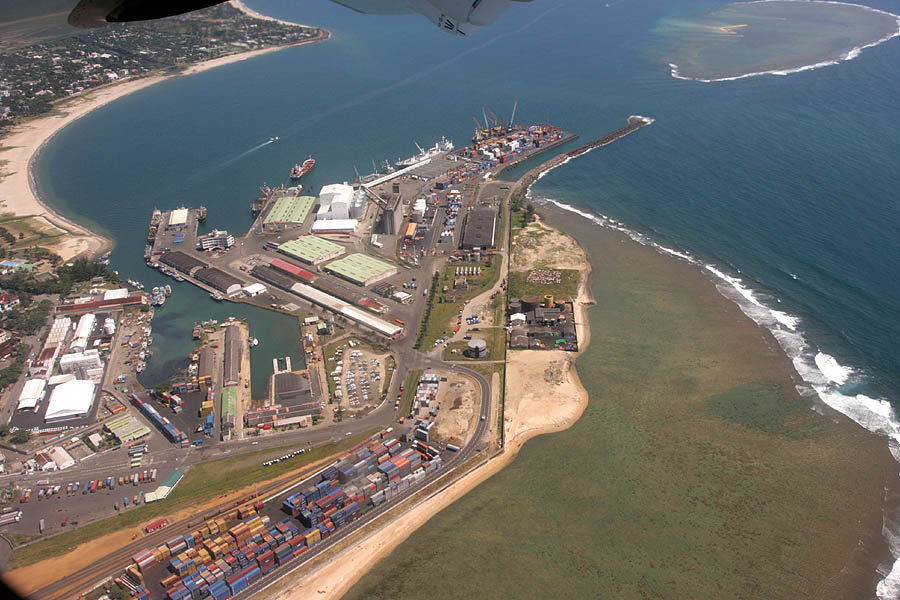
Port w Toamasinie

Toamasina (do 1979 Tamatawa, fr. Tamatave) – miasto we wschodnim Madagaskarze, ośrodek administracyjny regionu Atsinanana, nad Oceanem Indyjskim. Według spisu z 2018 zamieszkane przez 325,9 tys. mieszkańców, co czyni je drugim pod względem wielkości miastem w kraju. W północnej części miasta zlokalizowano lotnisko. W mieście rozwinął się przemysł mięsny, metalowy, chemiczny oraz rafineryjny.
Jest głównym portem morskim Madagaskaru usytuowanym mniej więcej w połowie wschodniego wybrzeża. Około 16 km na północny wschód znajduje się wyspa Nosy Alanana, na której znajduje się najwyższa w Afryce latarnia morska.

## Miasta partnerskie
- Saint-Étienne